# Lycium ruthenicum
Lycium ruthenicum är en potatisväxtart som beskrevs av Johan Andreas Murray. Lycium ruthenicum ingår i släktet bocktörnen, och familjen potatisväxter. Inga underarter finns listade i Catalogue of Life.

## Bildgalleri

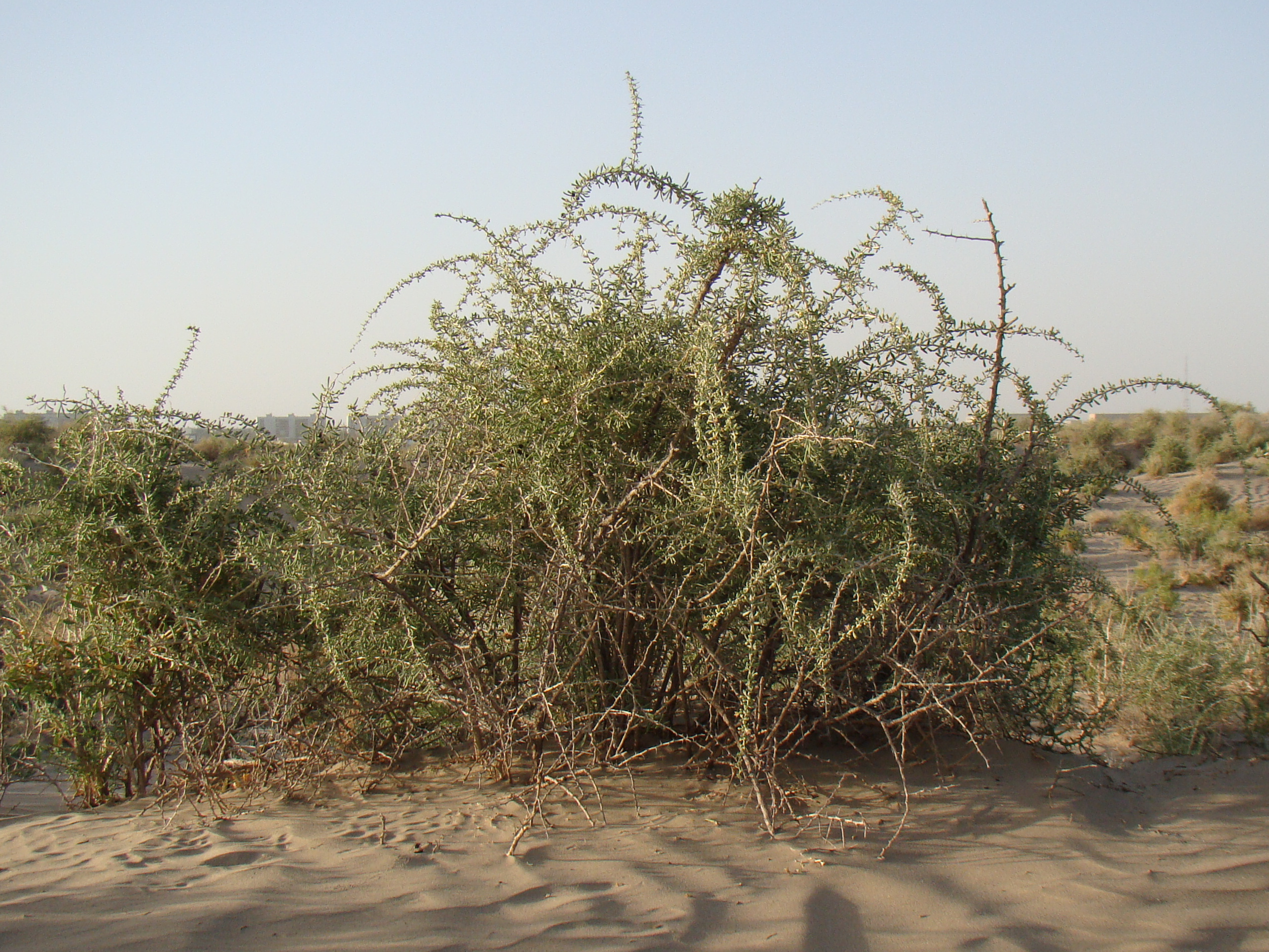